# New Taipei

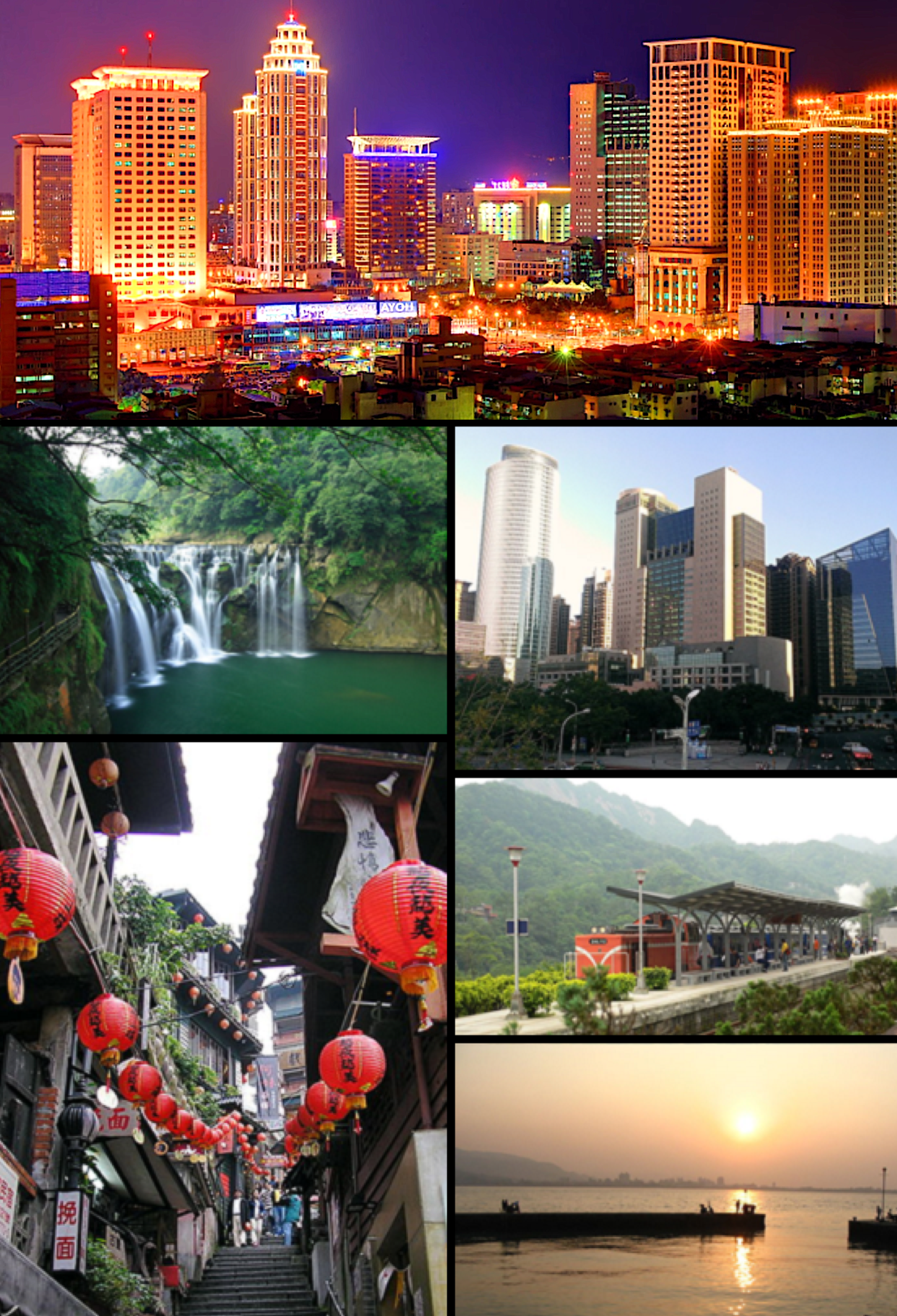
Vyer från distriktet.

Distriktet New Taipei (pinyin: Xīnběi Shì) är ett av önationen Taiwans 22 administrativa områden.

## Geografi
Distriktet ligger i landets norra del och gränsar söderut mot Taoyuan och Yilan, österut mot Filippinska sjön, norrut mot  Keelung och Östkinesiska havet och  västerut mot Taiwansundet. Distriktet omger den fristående distriktet Taipei stad.
Distriktet har en yta på cirka 2 053 km². Befolkningen uppgår till cirka 4,018 miljoner invånare. Befolkningstätheten är cirka 1 957 invånare / km².
Inom distriktet finns Taiwans östligaste plats Kap Santiago (Sāndiāojiǎo) i Gongliao distriktet. Utanför kusten i Jinshan distriktet ligger klippformationen Ljusstakeöarna (Zhútái Shuāng Yǔ).

## Förvaltning
Distriktet är i sin tur indelat i 29 stadsområden (Qu).
Distriktet förvaltas av en kommunstyrelse ("Xīnběi Shì Yìhuì" / New Taipei City Government) under ledning av en borgmästare ("Xīnběi Shì Shìzhǎng" / mayor).
Distriktets ISO 3166-2-kod är "TW-NWT". Huvudorten är Banqiao distriktet (Bǎnqiáo Qū) i den västra delen.